# Sozialagentur
Als Sozialagentur werden unterschiedliche im Sozialwesen tätige Organisationen bezeichnet. Dazu gehören gewerbliche Unternehmen, gemeinnützige Vereine und öffentliche Träger.
Private und freie Träger arbeiten unter anderem in Bereichen wie Erziehungsberatung, Jugendarbeit, Vermittlung von häuslicher Pflege und Unterstützung von Behinderten.
Auf kommunaler Ebene können Sozialagenturen die Grundsicherung für Arbeitssuchende verwalten und Arbeitgebende bei der Besetzung von Arbeitsstellen unterstützen.
In Sachsen-Anhalt ist die Sozialagentur die übergeordnete Verwaltungsbehörde der Sozialämter der Landkreise und kreisfreien Städte. Sie erfüllt die Aufgaben des überörtlichen Trägers der Sozialhilfe.